# Fréville (Wogezy)
Fréville – miejscowość i gmina we Francji, w regionie Grand Est, w departamencie Wogezy.
Według danych na rok 1990 gminę zamieszkiwało 138 osób, a gęstość zaludnienia wynosiła 22 osób/km² (wśród 2335 gmin Lotaryngii Fréville plasuje się na 907. miejscu pod względem liczby ludności, natomiast pod względem powierzchni na miejscu 898.).